# Pabellón Ciudad de Plasencia
El Pabellón Ciudad de Plasencia es una instalación polideportiva situada en la ciudad de Plasencia (España).
Su interior está habilitado para la práctica de varios deportes como baloncesto, balonmano, fútbol sala, tenis o voleibol. Además cuenta con un rocódromo, así como vestuarios y sala de prensa. Cuenta con capacidad para 2.500 espectadores.
Es el escenario en el que disputa sus encuentros como local el CB Plasencia.